# Hato Corozal
Hato Corozal è un comune della Colombia facente parte del dipartimento di Casanare.
L'abitato venne fondato da un gruppo di missionari gesuiti nel 1661, mentre l'istituzione del comune è del 14 dicembre 1956.